# Macchina da lotteria

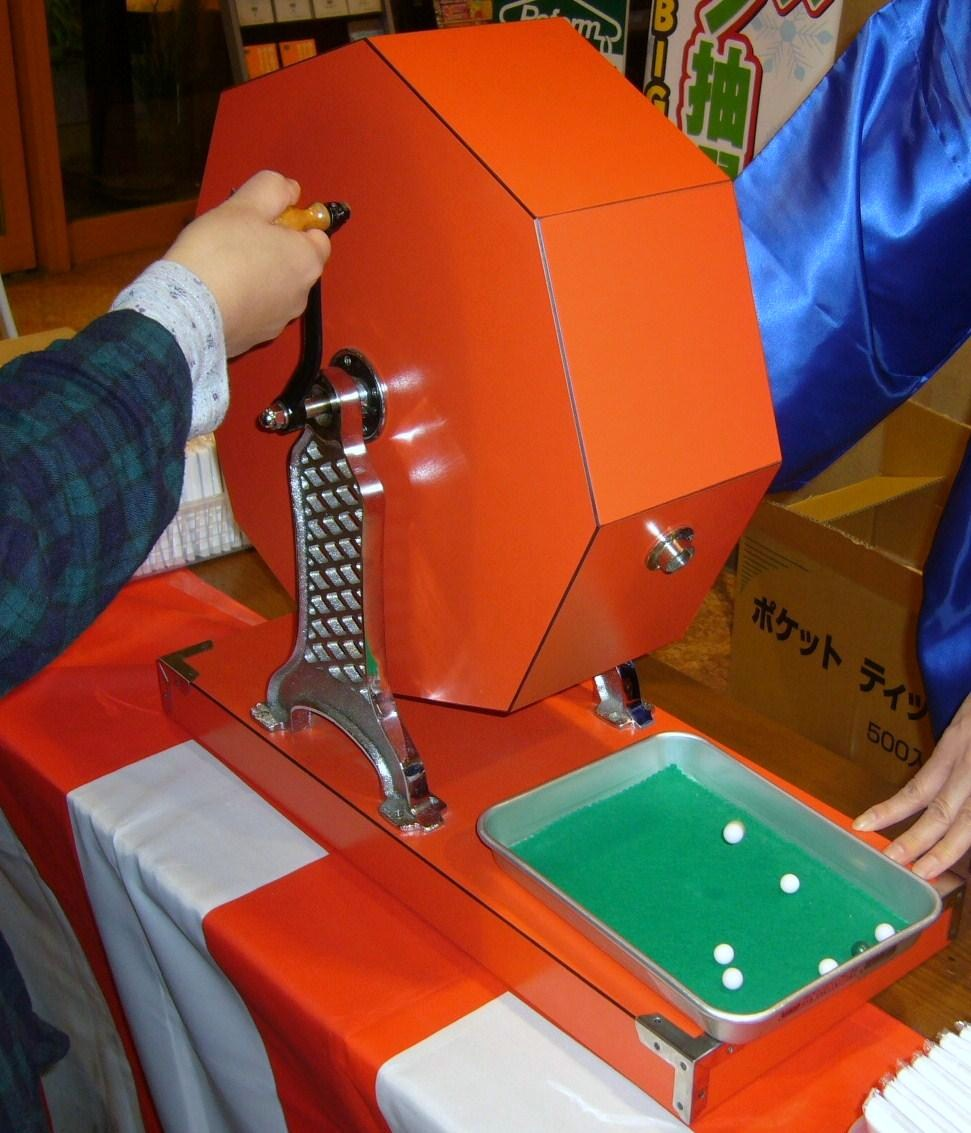
Macchina da lotteria giapponese

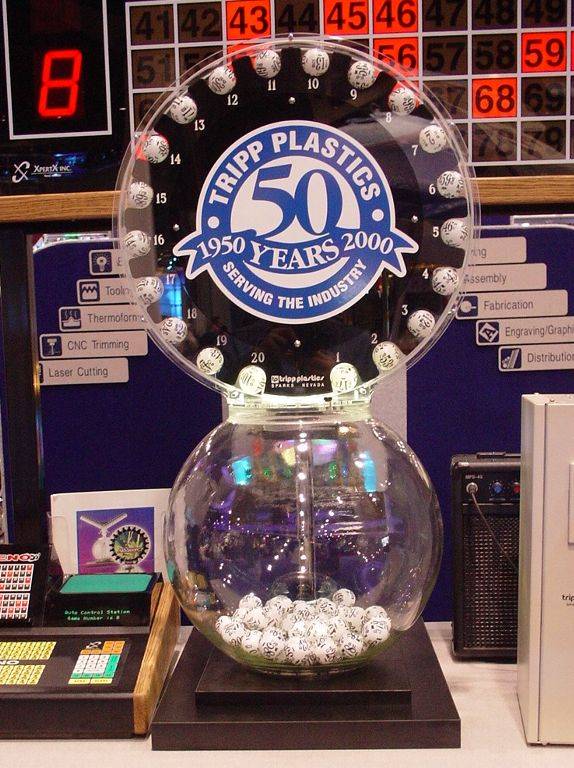
Macchina da lotteria

Una macchina da lotteria è un dispositivo usato per estrarre in modo casuale i numeri vincenti di una lotteria.
Le prime lotterie non erano altro che sistemi di estrazioni di numeri, o biglietti vincenti, da specifici contenitori.

## Tipologie di macchina

### Macchine meccaniche
La maggior parte delle lotterie utilizza macchine per lotteria meccaniche. Queste sono più interessanti da guardare e più trasparenti, sia letteralmente che figurativamente: il pubblico può vedere esattamente come funzionano i meccanismi interni della macchina, e può osservare le biglie uscire dalla macchina; generalmente, le biglie sono visibili durante l'intera estrazione.

#### Estrazione per gravità
Una macchina ad estrazione per gravità ha un tamburo con bracci rotanti all'interno; il tamburo stesso può o non ruotare. Un certo numero di biglie, ognuna con un numero diverso, viene fatta cadere nel tamburo mentre gira. Un foro sul lato o sul fondo del tamburo consente alle biglie di cadere su un vassoio, una alla volta (il vassoio è generalmente inclinato in modo da consentire ai numeri di andare fino alla fine e consentire alle altre biglie di cadere al loro posto). Macchine di questo tipo sono utilizzate in molti giochi, come il Lotto canadese 6/49 e i giochi statunitensi Mega Millions e Powerball, oltre che nella lotteria nazionale del Regno Unito.
Un metodo simile è usato per estrarre i numeri da una gabbia azionata manualmente nel gioco del bingo. Una tazza prende la palla e la fa cadere sul vassoio mentre la gabbia viene ruotata. Questa variante fu usata una volta dalla Lotteria della Pennsylvania, dalla Lotteria del New Jersey e dalla Lotteria dell'Illinois. In questa variante, viene posizionata una copertura in modo strategico, in modo da oscurare le biglie extra oltre il numero richiesto dalla matrice di gioco.

#### Mescolamento in aria
In questo tipo di macchina da lotteria il mescolamento avviene grazie ad un sistema che spinge aria nell'urna creando un vortice che agita le biglie in modo casuale. In genere l'urna è trasparente per consentire ai giocatori di vedere le biglie mescolarsi. La biglia vincente salendo spinta dall'aria rimane intrappolata in un apposito incastro da cui viene immessa in un tubo che la fa uscire dall'urna, si passa quindi alla estrazione della biglia successiva fino al raggiungimento del numero di estrazioni richieste dal gioco. Questo tipo di macchina è usata per esempio nel Superenalotto della concessionaria Sisal che mette a disposizione i video di tutte le estrazioni online.
Sebbene simili nello stile alle macchine a "mescolamento in aria", quelle attualmente utilizzate dal gioco Powerball americano non usano il mescolamento in aria. Sono più in sintonia con una macchina ad "estrazione per gravità", con i bracci di miscelazione sul fondo della stessa. Mentre la pala di miscelazione rallenta, la pallina si ferma su un piedistallo, dove viene portata nella parte superiore della macchina e quindi spinta sul vassoio. In rare occasioni, una macchina simile viene utilizzata in un gioco "Pick 3" o "Pick 4".

### Generatori di numeri casuali
Alcune lotterie usano generatori di numeri casuali computerizzati, sia congiuntamente che al posto dei dispotivi di estrazione meccanica. Questi sono in effetti più efficienti dal punto di vista dei costi: nel caso di strumentazione meccanica sia il dispositivo che le biglie devono infatti essere periodicamente rimpiazzati per mantenerne l'efficienza. Ad ogni modo, non essendoci più niente di interessante da guardare, c'è il rischio di dare la sensazione al giocatore che la lotteria sia truccata.

## Misure di sicurezza
A causa di alcuni scandali tra cui quello della Lotteria della Pennsylvania del 1980, in cui le biglie erano truccate per dare un certo numero di risultati, le macchine della lotteria sono soggette a severe misure di sicurezza. In alcuni casi ci sono diverse macchine e diversi set di biglie, e la combinazione da usare viene selezionata casualmente poco prima del sorteggio.